# Ђумеласко (Сондрио)
Ђумеласко је насеље у Италији у округу Сондрио, региону Ломбардија.
Према процени из 2011. у насељу је живело 67 становника. Насеље се налази на надморској висини од 198 м.